# Itacir Brassiani
Itacir Brassiani (ur. 28 grudnia 1959 w Soledade) – brazylijski duchowny katolicki, misjonarz Świętej Rodziny, biskup Santa Cruz do Sul od 2024. 

## Życiorys
21 lutego 1987 otrzymał święcenia kapłańskie w Zgromadzeniu Misjonarzy Świętej Rodziny. Był m.in. wykładowcą zakonnego instytutu teologicznego, wizytatorem, radnym oraz przełożonym środkowobrazylijskiej prowincji zakonnej oraz wikariuszem generalnym Misjonarzy. W 2021 wybrany przełożonym prowincji Ameryki Łacińskiej.
19 czerwca 2024 papież Franciszek mianował go biskupem diecezji Santa Cruz do Sul. Sakrę otrzymał 29 września 2024. Udzielił mu jej metropolita Santa Maria – Leomar Antônio Brustolin.  